# Tomba d'Amarna 16
La tomba de l'antic Egipte coneguda com la Tomba d'Amarna 16, es troba en el grup de tombes conegudes col·lectivament com les Tombes Sud, prop de la ciutat d'Amarna, a Egipte.
La tomba no està finalitzada, i malgrat que té una mica de decoració i unes columnes finament tallades a la sala, no proporciona informació de qui va ser el seu propietari.